# 维莱罗坦
维莱罗坦（法語：Villers-Rotin，法語發音：[vilɛʁ ʁɔtɛ̃]）是法国科多尔省的一个市镇，属于第戎区。

## 地理
维莱罗坦（47°9'26"N, 5°24'22"E）面积3.11 平方千米，位于法国勃艮第-弗朗什-孔泰大區科多尔省，该省份为法国中东部省份，北起奥布省，西接涅夫勒省和约讷省，南至索恩-卢瓦尔省，东南接汝拉省，东临上索恩省，东北部与上马恩省接壤。
与维莱罗坦接壤的市镇（或旧市镇、城区）包括：欧克索讷、比耶、弗拉热莱索克索讷、拉贝热芒-莱索克索讷。

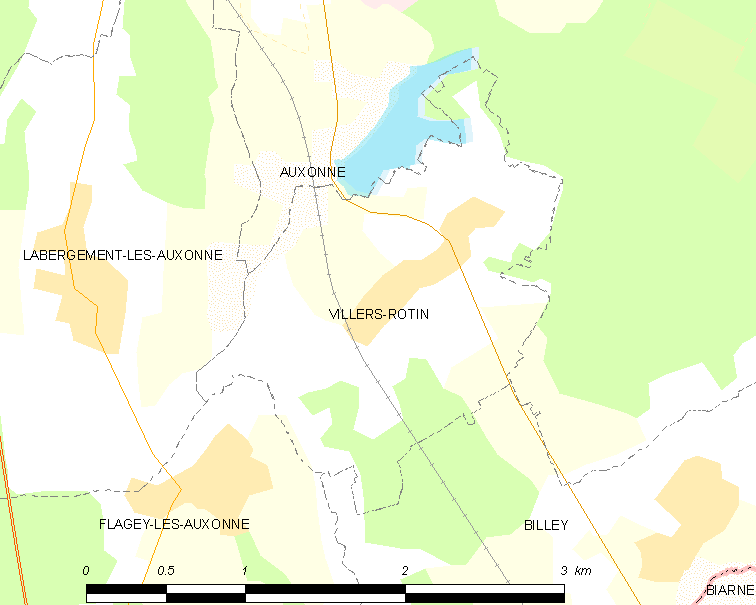
维莱罗坦的OSM定位图

维莱罗坦的时区为UTC+01:00、UTC+02:00（夏令时）。

## 行政
维莱罗坦的邮政编码为21130，INSEE市镇编码为21701。

## 政治
维莱罗坦所属的省级选区为欧克索讷县。

## 人口

1962-2008年间维莱罗坦人口变化图示

维莱罗坦于2022年1月1日时的人口数量为124人。